# Liga de Campeones de la EHF 1997-98
La Liga de Campeones de la EHF 1997-98 es la 38.ª edición de la competición. Comenzó el 13 de septiembre de 1997 y concluyó el 25 de abril de 1998. En la final de la misma el Fútbol Club Barcelona derrotó por un global de 56-40 al Badel 1862 Zagreb.

## Primera ronda
13 de septiembre de 1997 (ida) - 20 de septiembre de 1997 (vuelta)
| Equipo 1        | Agr.    | Equipo 2              | Ida     | Vuelta  |
| --------------- | ------- | --------------------- | ------- | ------- |
| RK Prespa Resen | 66 – 51 | SPE Strovolos Nicosie | 39 – 21 | 27 – 30 |
| Vestmanna IF    | 37 – 41 | Dinamo Bucarest       | 20 – 25 | 17 – 16 |
| TJ VSZ Košice   | 46 : 58 | HC Port Burgas        | 27 – 17 | 29 – 31 |

## Dieciseisavos de final
4 y 5 de octubre de 1997 (ida) - 12 y 13 de octubre de 1997 (vuelta)
| Equipo 1             | Agr.    | Equipo 2                  | Ida     | Vuelta  |
| -------------------- | ------- | ------------------------- | ------- | ------- |
| Fotex KC Veszprém    | 64 – 51 | Kaustik Volgograd         | 31 – 22 | 33 – 29 |
| GE Verias            | 48 – 64 | RK Badel 1862 Zagreb      | 23 – 25 | 25 – 39 |
| HC Sparkasse Bruck   | 44 – 61 | Prosesa Ademar León       | 23 – 28 | 21 – 33 |
| BK-46 Karis          | 48 – 52 | Drammen HK                | 24 – 23 | 24 – 29 |
| HC Granitas Kaunas   | 46 – 51 | KA Akureyri               | 27 – 23 | 19 – 28 |
| Red Boys Differdange | 47 – 67 | Pfadi Winterthur          | 20 – 32 | 27 – 35 |
| SKA Minsk            | 46 – 46 | Estrella Roja de Belgrado | 32 – 24 | 14 – 22 |
| TJ VSZ Košice        | 46 – 56 | Virum-Sorgenfri HK        | 24 – 26 | 22 – 30 |
| RK Celje             | 59 – 54 | Redbergslids IK           | 29 – 24 | 30 – 30 |
| HV Sittardia         | 34 – 48 | ABC Braga                 | 18 – 29 | 16 – 19 |
| FC Barcelona         | 71 – 42 | Çankaya Belediye SK       | 34 – 12 | 37 – 30 |
| WKS Śląsk Wrocław    | 50 – 52 | Pallamano Trieste         | 31 – 21 | 19 – 31 |
| HC Zubří             | 61 – 48 | Dinamo Bucarest           | 35 – 22 | 26 – 26 |
| Hapoël Rishon LeZion | 49 – 43 | US Ivry                   | 27 – 22 | 22 – 21 |
| TBV Lemgo            | 67 – 36 | Initia HC Hasselt         | 36 – 18 | 31 – 18 |
| RK Prespa Resen      | 50 – 49 | Shakhtar Donetsk          | 27 – 23 | 23 – 26 |

## Fase de grupos
| Colores de la tabla                            |
| ---------------------------------------------- |
| Equipos que se clasifican a la siguiente ronda |
| Equipos eliminados de Europa                   |

### Grupo A
| Pos. | Equipo                | Pts. | PJ | G | E | P | GF  | GC  | Dif. | Clasificación |
| ---- | --------------------- | ---- | -- | - | - | - | --- | --- | ---- | ------------- |
| 1    | Celje Pivovarna Lasko | 15   | 6  | 5 | 0 | 1 | 162 | 133 | +29  |               |
| 2    | RK Badel 1862 Zagreb  | 12   | 6  | 4 | 0 | 2 | 158 | 141 | +17  |               |
| 3    | Generali Trieste      | 6    | 6  | 2 | 0 | 4 | 141 | 149 | −8   |               |
| 4    | KA Akureyri           | 3    | 6  | 1 | 0 | 5 | 132 | 170 | −38  |               |

 Fuente: 
| 08.11.1997 | KA Akureyri           | 23 | 26  | Celje Pivovarna Lasko |
| 09.11.1997 | Generali Trieste      | 20 | 22  | Badel 1862 Zagreb     |
| 15.11.1997 | Celje Pivovarna Lasko | 30 | 25  | Generali Trieste      |
| 16.11.1997 | Badel 1862 Zagreb     | 36 | 23  | KA Akureyri           |
| 04.01.1998 | Generali Trieste      | 30 | 24  | KA Akureyri           |
| 04.01.1998 | Celje Pivovarna Lasko | 26 | 21  | Badel 1862 Zagreb     |
| 11.01.1998 | KA Akureyri           | 23 | 28  | Badel 1862 Zagreb     |
| 11.01.1998 | Generali Trieste      | 20 | 27  | Celje Pivovarna Lasko |
| 24.01.1998 | Badel 1862 Zagreb     | 25 | 27  | Generali Trieste      |
| 24.01.1998 | Celje Pivovarna Lasko | 31 | 18  | KA Akureyri           |
| 31.01.1998 | Badel 1862 Zagreb     | 26 | 21  | Celje Pivovarna Lasko |
| 01.02.1998 | KA Akureyri           | 21 | 193 | Generali Trieste      |

### Grupo B
| Pos. | Equipo                    | Pts. | PJ | G | E | P | GF  | GC  | Dif. | Clasificación |
| ---- | ------------------------- | ---- | -- | - | - | - | --- | --- | ---- | ------------- |
| 1    | Pfadi Winterthur          | 13   | 6  | 4 | 1 | 1 | 168 | 147 | +21  |               |
| 2    | Prosesa Ademar León       | 13   | 6  | 4 | 1 | 1 | 191 | 157 | +34  |               |
| 3    | Estrella Roja de Belgrado | 6    | 6  | 2 | 0 | 4 | 164 | 180 | −16  |               |
| 4    | Drammen HK                | 3    | 6  | 1 | 0 | 5 | 138 | 177 | −39  |               |

 Fuente: 
| 08.11.1997 | Drammen HK          | 25 | 27 | Prosesa Ademar León |
| 09.11.1997 | Estrella Roja       | 29 | 27 | Pfadi Winterthur    |
| 15.11.1997 | Prosesa Ademar León | 41 | 20 | Estrella Roja       |
| 16.11.1997 | Pfadi Winterthur    | 31 | 21 | Drammen HK          |
| 04.01.1998 | Pfadi Winterthur    | 29 | 27 | Prosesa Ademar León |
| 04.01.1998 | Drammen HK          | 25 | 23 | Estrella Roja       |
| 11.01.1998 | Estrella Roja       | 30 | 35 | Prosesa Ademar Leon |
| 11.01.1998 | Drammen HK          | 17 | 26 | Pfadi Winterthur    |
| 24.01.1998 | Pfadi Winterthur    | 28 | 26 | Estrella Roja       |
| 24.01.1998 | Prosesa Ademar León | 34 | 26 | Drammen HK          |
| 31.01.1998 | Prosesa Ademar Leon | 27 | 27 | Pfadi Winterthur    |
| 31.01.1998 | Estrella Roja       | 36 | 24 | Drammen HK          |

### Grupo C
| Pos. | Equipo                | Pts. | PJ | G | E | P | GF  | GC  | Dif. | Clasificación |
| ---- | --------------------- | ---- | -- | - | - | - | --- | --- | ---- | ------------- |
| 1    | Fútbol Club Barcelona | 16   | 6  | 5 | 1 | 0 | 179 | 128 | +51  |               |
| 2    | ABC Braga             | 10   | 6  | 3 | 1 | 2 | 139 | 140 | −1   |               |
| 3    | Hapoël Rishon LeZion  | 9    | 6  | 3 | 0 | 3 | 142 | 166 | −24  |               |
| 4    | Virum Sorgenfri       | 0    | 6  | 0 | 0 | 6 | 135 | 161 | −26  |               |

 Fuente: 
| 08.11.1997 | Hapoel Rishon Le Zion | 30 | 23 | Virum Sorgenfri       |
| 09.11.1997 | ABC Braga             | 21 | 21 | FC Barcelona          |
| 15.11.1997 | Virum Sorgenfri       | 21 | 22 | ABC Braga             |
| 15.11.1997 | FC Barcelona          | 42 | 17 | Hapoel Rishon Le Zion |
| 03.01.1998 | Virum Sorgenfri       | 21 | 25 | FC Barcelona          |
| 04.01.1998 | ABC Braga             | 26 | 18 | Hapoel Rishon Le Zion |
| 11.01.1998 | Hapoel Rishon Le Zion | 28 | 29 | FC Barcelona          |
| 11.01.1998 | ABC Braga             | 29 | 24 | Virum Sorgenfri       |
| 24.01.1998 | Virum Sorgenfri       | 23 | 25 | Hapoel Rishon Le Zion |
| 24.01.1998 | FC Barcelona          | 32 | 18 | ABC Braga             |
| 31.01.1998 | FC Barcelona          | 30 | 23 | Virum Sorgenfri       |
| 31.01.1998 | Hapoel Rishon Le Zion | 24 | 23 | ABC Braga             |

### Grupo D
| Pos. | Equipo            | Pts. | PJ | G | E | P | GF  | GC  | Dif. | Clasificación |
| ---- | ----------------- | ---- | -- | - | - | - | --- | --- | ---- | ------------- |
| 1    | TBV Lemgo         | 13   | 6  | 4 | 1 | 1 | 164 | 145 | +19  |               |
| 2    | Fotex KC Veszprém | 13   | 6  | 4 | 1 | 1 | 168 | 144 | +24  |               |
| 3    | Jafa Promet Resen | 6    | 6  | 2 | 0 | 4 | 159 | 168 | −9   |               |
| 4    | CS Cabot Zubri    | 3    | 6  | 1 | 0 | 5 | 148 | 182 | −34  |               |

 Fuente: 
| 08.11.1997 | CS Cabot Zubri    | 24 | 30 | Fotex KC Veszprém |
| 08.11.1997 | Jafa Promet Resen | 26 | 25 | TBV Lemgo         |
| 15.11.1997 | CS Cabot Zubri    | 22 | 27 | TBV Lemgo         |
| 16.11.1997 | Fotex KC Veszprém | 27 | 22 | Jafa Promet Resen |
| 03.01.1998 | Fotex KC Veszprém | 24 | 24 | TBV Lemgo         |
| 04.01.1998 | Jafa Promet Resen | 33 | 26 | CS Cabot Zubri    |
| 09.01.1998 | TBV Lemgo         | 31 | 22 | CS Cabot Zubri    |
| 10.01.1998 | Jafa Promet Resen | 23 | 30 | Fotex KC Veszprém |
| 24.01.1998 | TBV Lemgo         | 28 | 25 | Jafa Promet Resen |
| 25.01.1998 | Fotex KC Veszprém | 31 | 22 | CS Cabot Zubri    |
| 31.01.1998 | TBV Lemgo         | 29 | 26 | Fotex KC Veszprém |
| 31.01.1998 | CS Cabot Zubri    | 32 | 30 | Jafa Promet Resen |

## Cuartos de final
21-22 de febrero (ida) - 28 de febrero - 1 de marzo (vuelta)
| Equipo 1             | Total | Equipo 2              | 1.º partido | 2.º partido |
| -------------------- | ----- | --------------------- | ----------- | ----------- |
| Prosesa Ademar León  | 50:61 | Celje Pivovarna Lasko | 24:26       | 26:35       |
| RK Badel 1862 Zagreb | 51:45 | Pfadi Winterthur      | 27:24       | 24:21       |
| Fotex KC Veszprém    | 60:60 | Fútbol Club Barcelona | 33:28       | 27:32       |
| ABC Braga            | 51:55 | TBV Lemgo             | 25:29       | 26:26       |

## Semifinales
22 de marzo (ida) - 28 de marzo (vuelta)
| Equipo 1              | Total | Equipo 2              | 1.º partido | 2.º partido |
| --------------------- | ----- | --------------------- | ----------- | ----------- |
| Fútbol Club Barcelona | 63:56 | TBV Lemgo             | 31:22       | 32:34       |
| RK Badel 1862 Zagreb  | 51:45 | Celje Pivovarna Lasko | 27:20       | 24:25       |

## Final
18 de abril (ida) - 25 de abril (vuelta)
| Equipo 1              | Total | Equipo 2             | 1.º partido | 2.º partido |
| --------------------- | ----- | -------------------- | ----------- | ----------- |
| Fútbol Club Barcelona | 56:40 | RK Badel 1862 Zagreb | 28:18       | 28:22       |